# Consell de l'Estudiantat de la Universitat de Lleida
 El Consell de l'Estudiantat de la Universitat de Lleida és l'òrgan de representació dels estudiants de la Universitat de Lleida. La seva funció principal és la defensa dels drets dels estudiants i la promoció de la seva participació en la vida acadèmica i institucional de la universitat.
L'any 2013, el Consell de l'Estudiantat va proposar mesures per garantir l'accés prioritari de l'alumnat de la UdL a les biblioteques universitàries durant els períodes d'exàmens. Aquesta iniciativa va sorgir en resposta a la presència d'opositors i estudiants externs als espais de les biblioteques. La proposta plantejava restringir l'entrada exclusivament a estudiants i treballadors de la universitat.
El 2016, arran de l'ocupació d'un espai universitari per part d'un grup d'estudiants, el Consell de l'Estudiantat va emetre un comunicat en què instava a la fi de l'acció i es desvinculava de la seva convocatòria. En el mateix document, es denunciava la «conducta violenta» d'alguns participants i es manifestava preocupació per la presència policial als passadissos del Rectorat, considerant-la un «greu precedent». A més, el comunicat recordava que la Universitat de Lleida disposava de protocols establerts en els seus estatuts per gestionar conflictes mitjançant mecanismes de consens.